# Trollz (chanson)
Pour l’article homonyme, voir Trollz.
Singles de 6ix9ine et Nicki Minaj
Mama
(2018)
Singles par Nicki Minaj
Say So (Remix)
(2020) Move Ya Hips
(2020)
Singles par 6ix9ine
Gooba
(2020) Yaya
(2020)
Trollz est une chanson du rappeur américain 6ix9ine et de la rappeuse américano-trinidadienne Nicki Minaj sortie le 12 juin 2020. Il s'agit de la troisième collaboration entre les deux artistes, après Fefe et Mama (2018). Comme son nom l'indique, la chanson est une réponse aux trolls sur Internet. Le 16 juin 2020, une version alternative de la chanson, comprenant un couplet différent de Minaj et un rythme altéré, sort en exclusivité sur le site web de 6ix9ine puis sur toutes les plateformes.
Le 27 juin 2020, Trollz débute au sommet du classement musical national américain Billboard Hot 100. C'est le premier n°1 de 6ix9ine et le deuxième de Minaj. Il est plus tard certifié disque de platine aux États-Unis.

## Crédits
Crédits adaptés de Spotify.
- 6ix9ine : interprète, compositeur[5]
- Nicki Minaj : interprète[5]
- Jeremiah "SADPONY" Raisen : compositeur, producteur[5]
- Aaron Clarke : compositeur[5]
- Jahnei Clarke : producteur[5]

## Classements hebdomadaires
| Classement (2020)                       | Meilleure position |
| --------------------------------------- | ------------------ |
| Australie (ARIA)                        | 45                 |
| Autriche (Ö3 Austria Top 40)            | 8                  |
| Belgique (Flandre Ultratop 50 Singles)  | 20                 |
| Belgique (Wallonie Ultratop 50 Singles) | 23                 |
| Canada (Hot 100)                        | 4                  |
| Écosse (OCC)                            | 11                 |
| États-Unis (Hot 100)                    | 1                  |
| États-Unis (R&B/Hip-Hop Songs)          | 1                  |
| États-Unis (Rolling Stone 100)          | 3                  |
| France (SNEP)                           | 45                 |
| France (SNEP Ventes)                    | 7                  |
| Hongrie (Top 40 Singles Mahasz)         | 2                  |
| Hongrie (Top 40 Streaming Mahasz)       | 6                  |
| Irlande (IRMA)                          | 12                 |
| Italie (FIMI)                           | 60                 |
| Nouvelle-Zélande (RMNZ)                 | 3                  |
| Pays-Bas (Single Top 100)               | 51                 |
| Tchéquie (IFPI Rádio)                   | 17                 |
| Royaume-Uni (UK Singles Chart)          | 12                 |
| Royaume-Uni (UK R&B Singles Chart)      | 10                 |
| Slovaquie (IFPI Rádio)                  | 2                  |
| Suède (Sverigetopplistan)               | 51                 |
| Suisse (Schweizer Hitparade)            | 8                  |

## Certifications
| Pays              | Certification | Ventes    |
| ----------------- | ------------- | --------- |
| États-Unis (RIAA) | Platine       | 1 000 000 |